# Canal de Fos à Port-de-Bouc
Der Canal de Fos à Port-de-Bouc ist ein Schifffahrtskanal im Süden Frankreichs, der im Hafenbecken von Fos-sur-Mer beginnt, entlang der Küste des Golfs von Fos nach Port-de-Bouc verläuft und im dortigen Hafenbecken in den Canal de Caronte mündet.

## Geschichte
Im Laufe seiner Geschichte wurde der Verlauf des Kanals mehrfach geändert. Die ursprüngliche Bezeichnung lautete Canal d’Arles à Bouc, weil er bei seiner Errichtung von Arles über Fos-sur-Mer nach Port-de-Bouc führte. In den 1970er Jahren wurde der Hafen von Fos-sur-Mer umgebaut, wodurch die Verbindung nach Arles nicht mehr gegeben war. Daher wurde der Kanal geteilt in den  Canal d’Arles à Fos und den Canal de Fos à Port-de-Bouc, die wegen einer Salzwassersperre keine Verbindung mehr zueinander hatten. Erst in den 1980er Jahren wurde bei der Errichtung des Canal du Rhône à Fos die Salzwassersperre weiter nach Norden verlegt, sodass heute über diesen Kanal eine leistungsfähige Verbindung zur Rhône besteht. Mit diesem Umbau wurde allerdings der Canal d’Arles à Fos zu einer Sackgasse für die Schifffahrt.

## Verlauf
Der Meereskanal nimmt seinen Ausgang im Hafenbecken Darse Sud von Fos-sur-Mer, verläuft zunächst in nordöstlicher Richtung durch die dortige Industriezone. Dann schwenkt er nach Südwest und passiert das Stadtgebiet von Fos-sur-Mer. Im folgenden Abschnitt ist er auf einer Länge von etwa vier Kilometern nur von Deichen gegen die Meerseite des Golfe de Fos geschützt und erreicht schließlich Port-de-Bouc, wo er die Innenstadt durchquert und im Hafenbecken in den Canal de Caronte mündet. Über diesen kann man in den Étang de Berre einfahren, wo früher der Canal de Marseille au Rhône eine Weiterfahrt zum Hafen Marseille ermöglichte. Diese Strecke ist jedoch wegen Einsturz des Tunnel du Rove unpassierbar.
Am westlichen Ende des Kanals besteht im Hafen von Fos eine Verbindung zum Canal du Rhône à Fos, auf dem der Frachtverkehr die kanalisierte Rhône erreichen kann. Freizeitboote müssen dazu den Canal Saint-Louis benützen.

### Koordinaten
- Ausgangspunkt des Kanals: 43° 25′ 2″ N, 4° 53′ 2″ OKoordinaten: 43° 25′ 2″ N, 4° 53′ 2″ O
- Endpunkt des Kanals: 43° 24′ 9″ N, 4° 59′ 11″ O

### Orte am Kanal
- Fos-sur-Mer
- Les Arcades
- La Baumasse
- Port-de-Bouc